# Edward Kopciński
Edward Maksymilian Kopciński (ur. 2 października 1880 w Trątnowicach, zm. 11 marca 1938 we Lwowie) — polski malarz.

## Życiorys
Urodził się 2 października 1880 w majątku Trątnowicach pod Miechowem. Szkołę średnią ukończył w Krakowie i tam rozpoczął studia na Akademii Sztuk Pięknych, którą ukończył w 1910. Studiował pod okiem Teodora Axentowicza i Józefa Mehofera. W tym czasie miał styczność z Stanisławem Wyspiańskim, Jackiem Malczewskim i Janem Stanisławskim. Przez jeden rok był w Paryżu i krótko w Berlinie i w Monachium. W okresie 1912–13 uczył rysunku w polskim gimnazjum w Wiedniu.
W 1916 przybył do Zamościa i tam zamieszkał. Uczył w szkołach rysunku i malarstwa. Miał duży wpływ na młodzież, którą uczył również dobrych manier, obyczajów (zachowania przy stole, na ulicy, na balu). Chętnie głosił odczyty z zakresu sztuki, architektury oraz był pomysłodawcą dekoracji na różne okazje. Odznaczony był Srebrnym Krzyżem Zasługi.
Z żoną Kamillą z Wiśniowieckich, nauczycielką zamojskiego gimnazjum, mieli syna Edwarda Marię architekta. Edward Kopciński zmarł we Lwowie 11 marca 1938 i pochowany został na cmentarzu w Zamościu.

## Twórczość
Malował przeważnie kwiaty, pejzaże, portrety, obrazy religijne, architekturę Zamościa.
Obrazy:"Dolina Białego", "Ogród w Cisnej", "Koszysta w Zakopanem", "Pejzaż z bramką", "Gubałówka", "Leśniczówka w Osmolicach", 6 widoków Zamościa, św. Hubert w kościele św. Katarzyny, "Chrystus na tle Wawelu błogosławiący Polsce", obraz Św. Stanisława Kostki, "św. Stanisław bp" w Batorzu i inne.
Brał udział w wystawach malarzy krakowskich, w Krakowie w 1911, w 1912 i 1913, w Poznaniu w 1912, we Lwowie w 1912 oraz w Warszawie i w Zakopanem. W 1919 i w 1930 miał wystawę swoich prac w Zamościu. W 1937 uczestniczył w wystawie okręgowej ZAP w Lublinie. Był aktywnym członkiem założycielem zamojskiego Koła Miłośników Książki.